# Procesión Magna de 2025 en Jaén
Es una Procesión Magna organizada por la diócesis de Jaén con motivo del Jubileo de 2025. Tendrá lugar en la ciudad de Jaén, el próximo 4 de octubre de 2025. Se representarán los veinte misterios del Santo Rosario, mediante veinte imágenes titulares de cofradías y hermandades de la diócesis.

## Anuncio de imágenes participantes
La procesión Magna fue anunciada por Sebastián Chico Martínez, obispo de la diócesis, el día 18 de marzo de 2024, al término del pregón de la Semana Santa de Jaén de 2024. Esa misma tarde, anunció la primera imagen que participará en la procesión, Nuestro Padre Jesús Nazareno de Jaén. El Domingo de Ramos, el obispo anunció desde Baeza la segunda imagen en participar en la procesión. La Virgen del Alcázar, patrona de la localidad. El día 4 de abril se publicaron cuatro imágenes que participaran en la procesión. El día 5 de abril se hicieron públicas otras siete imágenes. El día 15 de abril se hicieron públicas las últimas siete imágenes.

## Recorrido
Todas las imágenes serán trasladadas a diferentes iglesias de la capital de la diócesis, desde donde partirán hasta el recorrido común por las calles de Jaén.

## Imágenes
| Misterio                                                       | Imagen                                                        |
| Misterios gozosos                                              | Misterios gozosos                                             |
| -------------------------------------------------------------- | ------------------------------------------------------------- |
| La Anunciación                                                 | Virgen de las Mercedes Coronada de Alcalá la Real             |
| La visitación                                                  | Virgen de Zocueca de Bailén                                   |
| El nacimiento de Jesús                                         | Virgen de la Fuensanta de las 4 Villas                        |
| La Presentación                                                | Virgen de Tíscar de Quesada                                   |
| La Pérdida y Hallazgo del Niño Jesús en el Templo              | San José de Jódar                                             |
| Misterios dolorosos                                            |                                                               |
| La oración del Señor en el huerto de Getsemaní                 | Oración en el Huerto de Andújar                               |
| La flagelación del Señor                                       | Jesús de la Columna de Úbeda                                  |
| La coronación de espinas                                       | Cristo de Humildad de Alcaudete                               |
| El tránsito del Señor con la cruz a cuestas                    | Nuestro Padre Jesús Nazareno de Jaén                          |
| La Crucifixión y muerte del Señor en el monte Calvario         | Cristo del Consuelo de Cazorla                                |
| Misterios gloriosos                                            |                                                               |
| La resurrección del Señor                                      | Cristo Resucitado de Linares                                  |
| La ascensión del Señor                                         | Cristo Resucitado de Jaén                                     |
| El advenimiento del Espíritu Santo sobre María y los Apóstoles | San Bonoso y San Maximiano de Arjona                          |
| La asunción de María                                           | Virgen del Alcázar de Baeza                                   |
| La coronación de la Virgen                                     | Virgen de la Capilla de Jaén                                  |
| Misterios luminosos                                            |                                                               |
| El bautismo de Jesús en el río Río Jordán                      | San Juan Bautista de Los Villares                             |
| La autorrevelación del Señor en las bodas de Caná              | Virgen del Collado de Santisteban del Puerto                  |
| La predicación del Reino de Dios y la Conversión               | Sagrado Corazón de Jesús de la parroquia de La Merced de Jaén |
| La transfiguración del Señor en el Monte Tabor                 | Cristo Resucitado de Martos                                   |
| La institución de la Eucaristía en la Última Cena              | Santa Cena de Linares                                         |